# Casa Cleto
La casa Cleto és un edifici a la vila d'Horta de Sant Joan (Terra Alta) inclòs a l'Inventari del Patrimoni Arquitectònic de Catalunya. Construcció de planta gairebé rectangular entre mitgeres que té la façana al carrer Pablo Ruiz Picasso (abans carrer del Mig). És d'estil gòtic-renaixentista i es troba en força bon estat de conservació. La façana és de carreus de pedra ben escairats i regulars. Té la porta d'entrada d'arc de mig punt amb dovelles de grandària força gran. Les obertures són disposades amb ordre. Al primer pis hi ha un balcó i una finestra, ambdós amb llindes de pedra motllurades. El segon pis, corresponent a les golfes, té dues finestres de llinda de pedra recta. Una altra finestra petita s'obre a la planta baixa, a un costat de la porta. Tant l'arc de la porta com les llindes i els brancals de les finestres del primes pis són emblanquinades. La teulada és de ràfec ample, amb caps de biga i travessers de fusta i al damunt teula àrab. L'interior ha estat modificat i adaptat a les necessitats. Façana parcialment rehabilitada; neteja dels carreus de la façana.